# Andreas Emmerich
Andreas Emmerich (* 1737 in Kilianstädten; † 19. Juli 1809 bei Kassel) war ein deutscher Forstmann und Jäger-Offizier im Dienste verschiedener Länder. Bekanntheit erlangte er durch ein Buch über den Partisanenkampf, das zu den ersten dieser Art gehörte, und einen nach ihm benannten bewaffneten Aufstand gegen Napoleon.

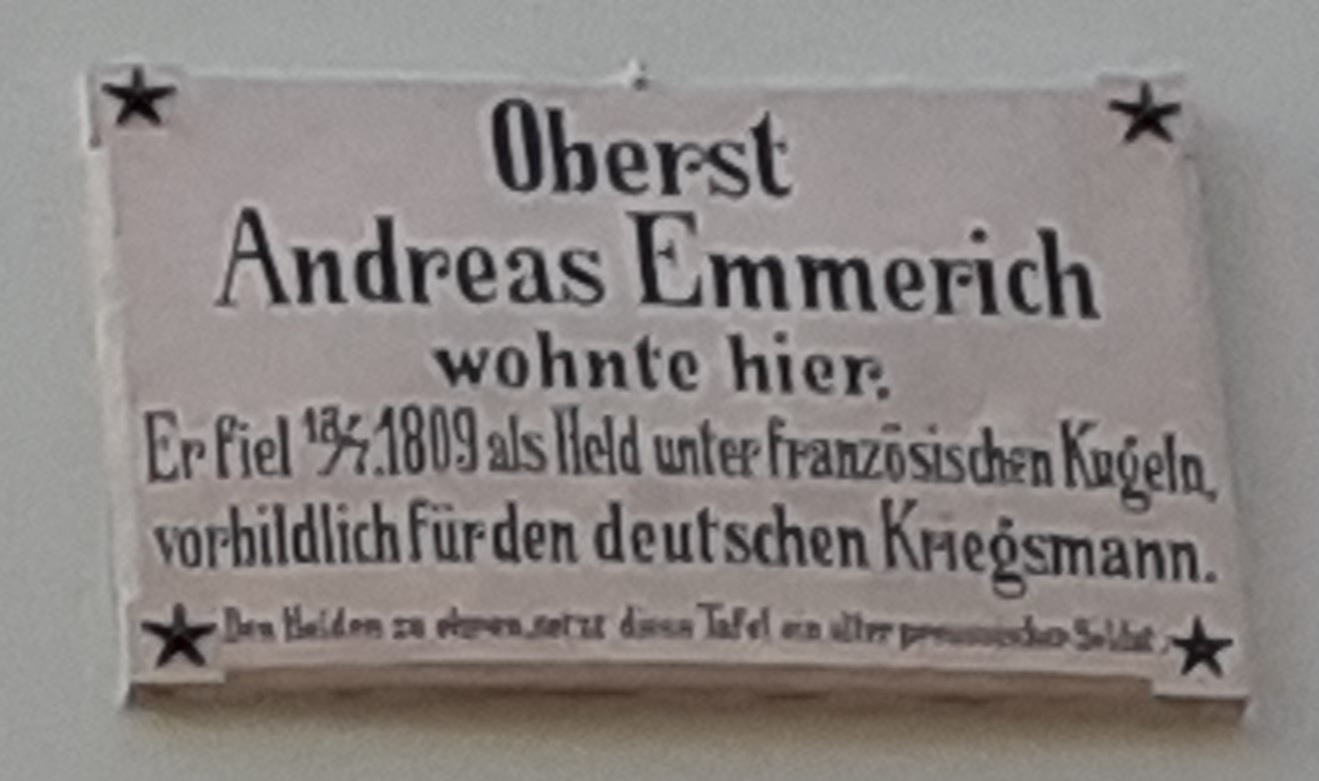
Gedenktafel an Emmerichs früherem Wohnhaus in Marburg

## Leben
Andreas Emmerich erhielt eine Ausbildung und spätere Anstellung im Jagd- und Forstdienst der Familie Isenburg. Knapp zwanzigjährig, verließ er diese 1756 jedoch, um mit dem Korps des Grafen Christian Ludwig von Ysenburg nach England zu gehen. Dieses 8.000 Mann starke Korps hatte der Landgraf von Hessen dem englischen König zur Verfügung gestellt, um eine befürchtete französische Landung an der englischen Küste abzuwehren. Da die befürchtete Landung nicht erfolgte, kehrten die Truppen zurück, ohne eingesetzt worden zu sein.
Wieder in Deutschland, trat Emmerich in die preußische Armee ein und diente während des Siebenjährigen Krieges in verschiedenen Freibataillonen im Kleinen Krieg gegen die Franzosen. In dieser Zeit erwarb er sich die Gunst mehrerer hochgestellter Persönlichkeiten, wie des Herzogs von Cumberland, des hessischen Generalleutnants Casimir von Isenburg-Birstein und des Erbprinzen von Braunschweig Karl Wilhelm Ferdinand. Um 1760 erhielt er sein Patent als Leutnant. Am Ende des Krieges hatte er die Möglichkeit in preußischen Diensten zu bleiben, entschied sich jedoch dafür, wieder nach England zu gehen, wo ihm Lord Granby einen Posten als Vertreter des Generalaufsehers der königlichen Forsten angeboten hatte.
Beim Ausbruch der Amerikanischen Revolution erhielt er auf Empfehlung eines seiner Gönner ein Patent als Oberstleutnant und die Erlaubnis des englischen Königs, einen Verband Leichter Infanterie unter seinem Kommando und Namen aufzustellen. Die Truppe nahm unter dem Namen Emmerich's Chasseurs am Amerikanischen Unabhängigkeitskrieg teil. Dabei erwarb sie sich durch ihre ständig hohe Bereitschaft und Tüchtigkeit einen guten Ruf und bei den gegnerischen Unabhängigkeitskämpfern Respekt.

Erschießung Emmerichs vor den Toren Kassels

Nach dem Unabhängigkeitskrieg kehrte Emmerich zuerst nach England, dann nach Deutschland zurück. Obwohl er inzwischen eine Familie hatte, blieb er unstet und war häufig unterwegs. Dabei widmete er sich dem Verfassen kleinerer Schriften. Seine Schrift Der Partheygänger im Kriege oder der Nutzen eines Corps leichter Truppen für eine Armee von 1789 ist neben der Abhandlung über den kleinen Krieg (1785) von Johann von Ewald das erste Werk, das sich theoretisch mit den Mitteln und Möglichkeiten des Kleinen Krieges auseinandersetzt. Um 1794 beabsichtigte er eine fünfbändige Autobiographie unter dem Titel Histoire Memorable de la vie du Lieutenant-Colonel-Anglois Andre Emmerich (denkwürdige Lebensgeschichte des englischen Oberstleutnants Andreas Emmerich) zu veröffentlichen. Diese wurde allerdings nie fertiggestellt, er kam nie über die ersten neuneinhalb Oktavseiten hinaus. Sein rastloses Leben ging weiter.
Nach der französischen Besetzung Hessen-Kassels unter Napoleon und der Errichtung des Königreichs Westphalen rief er, inzwischen 73 Jahre alt, zum Aufstand auf. Daran nahmen 150 schlecht ausgerüstete Männer, vorwiegend ehemalige Soldaten, Jäger und Bauern teil. Am 24. Juni 1809 marschierten sie Richtung Marburg, wo sie die französische Wache am Barfüßertor zwar überwältigen konnten, kurz danach aber zersprengt wurden. Emmerich wurde am 2. Juli 1809 gefangen genommen und nach Kassel gebracht. Die Verhandlung vor dem Kriegsgericht war kurz. Das Urteil lautete „Tod durch Erschießen“. Die Erschießung der Teilnehmer am so genannten „Emmerich-Aufstand“ fand auf dem Großen Forst, der alten Kasseler Richtstätte vor den Toren Kassels, statt.

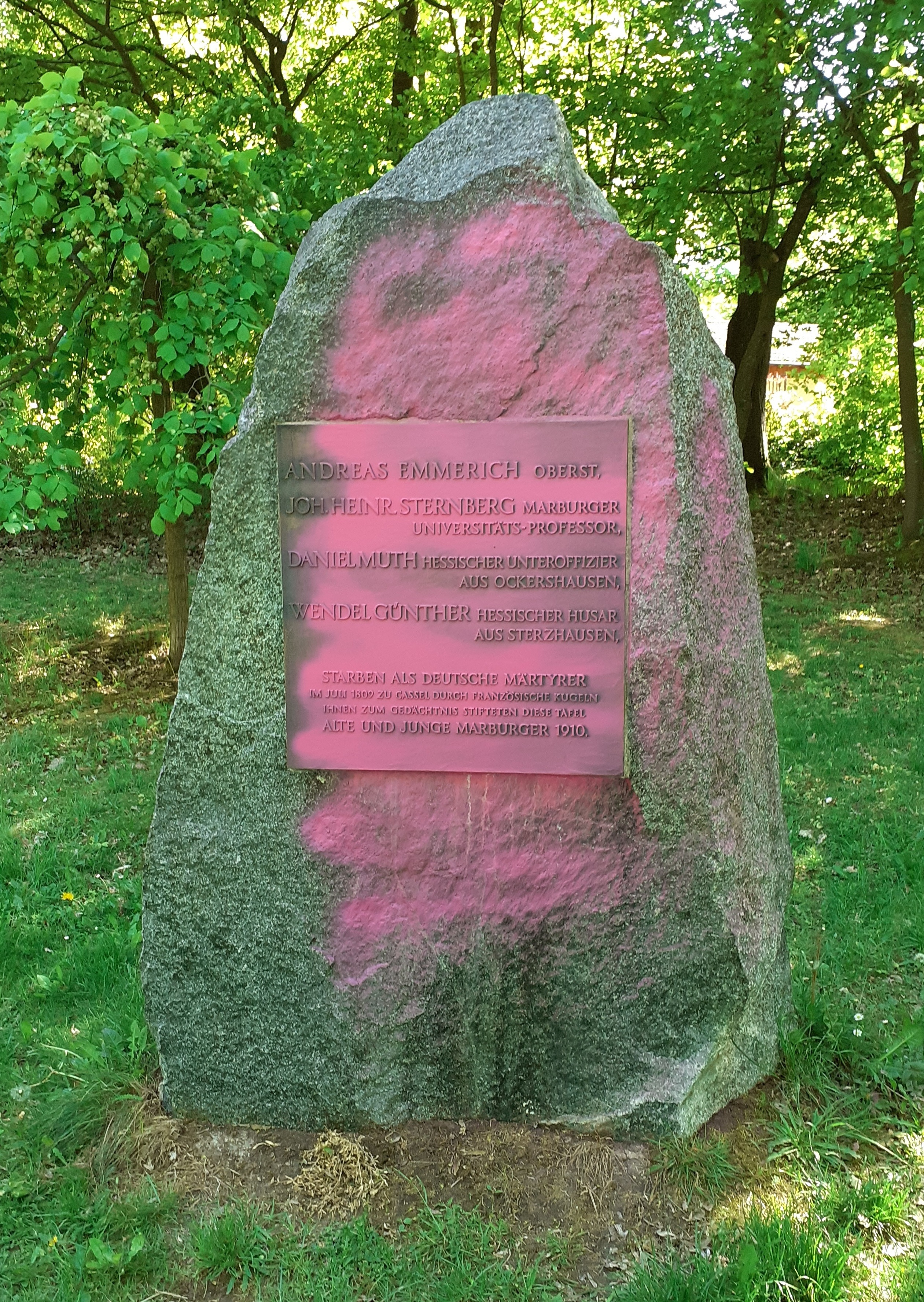
Das 1910 am Marburger Schlossberg errichtete Denkmal für Andreas Emmerich und seine Mitstreiter

Nach dem Abzug der französischen Besatzer und der Flucht König Jérômes, 1813, pflanzte der Kasseler Bürger Prévôt über den Gräbern auf dem Forst eine Eiche als Erinnerungsmal. Noch heute erinnert ein Gedenkstein an den damaligen Aufstand. In Marburg findet sich eine Gedenktafel an Emmerichs ehemaligem Wohnhaus (heute Barfüßerstraße 12). Zudem wurde 1910 am Marburger Schlossberg ein Gedenkstein für ihn und seine Mitstreiter aufgestellt, der in den vergangenen Jahren wiederholt gezielt beschädigt worden ist.

## Schriften
- Der Partheygänger im Kriege oder der Nutzen eines Corps leichter Truppen für eine Armee, 1789 / englisch: The Partisan in War als pdf
- Deutsche Übersetzung von Der Partheygänger im Kriege oder der Nutzen eines Corps leichter Truppen für eine Armee, 1789 / deutsch: Der Freischärler im Krieg als pdf